# NGC 5102
NGC 5102 est une galaxie lenticulaire rapprochée et située dans la constellation du Centaure. Sa vitesse par rapport au fond diffus cosmologique est de 744 ± 19 km/s, ce qui correspond à une distance de Hubble de 10,98 ± 0,82 Mpc (∼35,8 millions d'al).  NGC 5102 a été découverte par l'astronome britannique John Herschel en 1835.

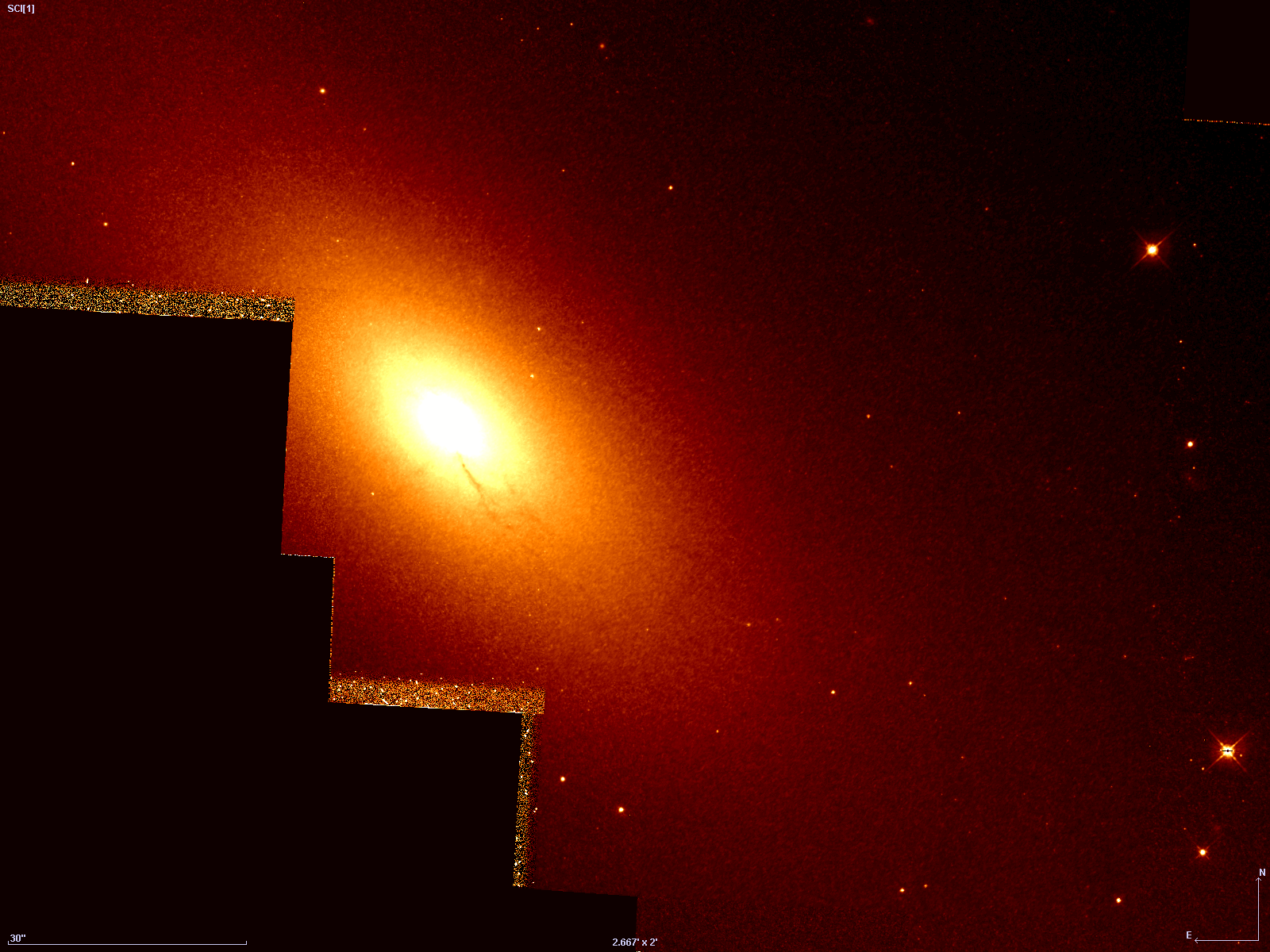
NGC 5102 par le télescope spatial Hubble.

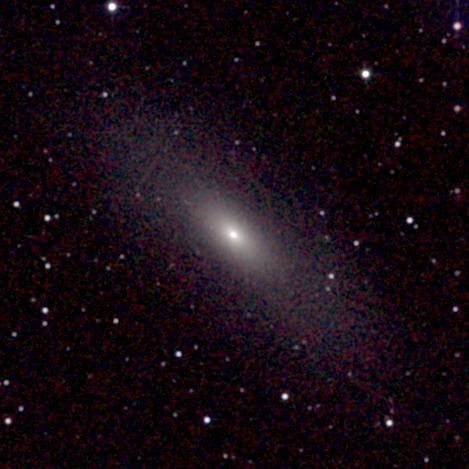
NGC 5102 en infrarouge (2MASS).

NGC 5102 a été utilisée par Gérard de Vaucouleurs comme une galaxie de type morphologique SA0- dans son atlas des galaxies,.
NGC 5102 présente une large raie HI.

## Distance de NGC 5102
Cette galaxie est trop rapprochée du Groupe local pour que l'on puisse utiliser le décalage vers le rouge pour déterminer sa distance. Cependant, À ce jour, 19 mesures non basées sur le décalage vers le rouge (redshift) donnent une distance de 10,165 ± 15,690 Mpc (∼33,2 millions d'al). Quatre des 19 mesures présentent des résultats aux environs 45 Mpc, d'où l'écart type supérieur à la moyenne des mesures. En ne gardant que les 16 autres mesures, on obtient une distance de 3,56 ± 0,69 Mpc (∼11,6 millions d'al). Cette valeur est très probablement près de la distance réelle de cette galaxie.
Notons cependant que c'est avec la valeur moyenne des mesures indépendantes (ici, 10,165 Mpc, lorsqu'elles existent, que la base de données NASA/IPAC calcule le diamètre d'une galaxie et qu'il s'agit ici d'une erreur évidente. En utilisant la distance de 3,56 Mpc, on obtient un diamètre d'environ 36,9 kpc (∼120 000 al).

## Groupe de Centaurus A/M83
La version anglaise de Wikipédia mentionne que NGC 5102 fait partie du groupe Centaurus A/M83, mais aucune référence n'y est indiquée. La base de données NASA/IPAC indique aussi l'appartenance de NGC 5102 à un groupe en se basant sur un article paru en 1992. La galaxie NGC 4945, membre du groupe de Centaurus A selon A. M. Garcia, apparaît aussi dans le groupe de Centaurus A/M83. Le groupe de Centaurus A et le groupe de M83 sont deux sous-groupes du groupe de Centaurus A/M83.